# Buba Corelli
Buba Corelli (* 22. September 1989 in Sarajevo; eigentlicher Name Amar Hodžić) ist ein bosnischer Rapper, Songschreiber und Produzent.

## Biografie
In der Jugend begann Amar Hodžić mit einem Freund Raptexte zu schreiben. Als 2004 sein Cousin starb, nahmen sie das zum Anlass, ihren ersten Song aufzunehmen. Sie nannten sich Koreli, wovon sich sein späterer Rapname Buba Corelli ableitete, und traten in den Clubs ihrer Heimatstadt Sarajevo auf. Später machte er auch Aufnahmen mit dem Rapper Memo, bevor er sich zeitweise von der Musik zurückzog.
Ab 2009 startete er dann bei der Gruppe G-Rekordz einen neuen Anlauf und machte die Bekanntschaft von Jasmin Fazlić von Blant Bajlon, bekannt als Jala Brat. 2011 hatte er seinen ersten eigenen lokalen Hit mit Oh No. Mit Dižite upaljače und Nevina hatte er weitere Erfolge. 2013 folgte der erste gemeinsame Hit mit Jala Brat unter dem Titel Kalashnikov. Im selben Jahr brachten sie zusammen das Album SA Sin City heraus. Beide traten auch in ganz Bosnien-Herzegowina auf.
Anfang 2014 veröffentlichte Buba Corelli zusammen mit dem Rapper Đus den Song Grijeh, der bei der Videoplattform YouTube Über 6 Millionen Aufrufe erzielte. Auch das zweite Album Pakt sa Đavolom mit Jala war sehr erfolgreich. Mit dem Musiker Rasta und dem Song Habibi steigerte er seine YouTube-Bilanz auf 34 Millionen Klicks. Dann wurde er aber wegen eines Drogendelikts verhaftet und musste bis Mai 2016 ins Gefängnis.
Mit Jala machte er nicht nur eigene Aufnahmen, sie gründeten auch eine Produktionsfirma mit Namen Imperia und arbeiteten und schrieben auch für andere Interpreten wie Milan Stanković und Maya Berović. Für Berović produzierten sie das Lied To me radi, das auf 54 Millionen YouTube-Abrufe kam. Das Lied wurde in zahlreichen europäischen Ländern populär und machte auch Jala und Buba international bekannt. 2017 kam es zur Zusammenarbeit mit dem österreichischen Rapper RAF Camora, ihre Single Nema bolje schaffte es bis in die österreichischen Charts. In ihrer Heimat füllen sie Hallen mit 15.000 Zuschauern und auch in Serbien und Kroatien haben sie ihre Auftritte.

## Diskografie

### Alben
- SA Sin City (mit Jala, 2013)
- Pakt s Đavolom (mit Jala, 2014)
- Kruna (mit Jala Brat, 2016)
- Alfa & Omega (mit Jala Brat, 2019)

| Jahr | Titel                       | Höchstplatzierung, Gesamtwochen, AuszeichnungChartplatzierungen (Jahr, Titel, Platzierungen, Wochen, Auszeichnungen, Anmerkungen) | Höchstplatzierung, Gesamtwochen, AuszeichnungChartplatzierungen (Jahr, Titel, Platzierungen, Wochen, Auszeichnungen, Anmerkungen) | Höchstplatzierung, Gesamtwochen, AuszeichnungChartplatzierungen (Jahr, Titel, Platzierungen, Wochen, Auszeichnungen, Anmerkungen) | Anmerkungen                                      |
| Jahr | Titel                       | DE | AT | CH | Anmerkungen                                      |
| ---- | --------------------------- | --- | --- | --- | ------------------------------------------------ |
| 2023 | Goodfellas                  | — | AT10 (11 Wo.)AT | CH30 (1 Wo.)CH | mit Jala Brat                                    |
| 2024 | Goat Season – Part One      | — | AT22 (2 Wo.)AT | CH69 (1 Wo.)CH | mit Jala Brat                                    |
| 2024 | Goat Season – Part Two      | — | AT11 (13 Wo.)AT | CH41 (5 Wo.)CH | mit Jala Brat                                    |
| 2024 | Goat Season – Final Chapter | — | AT6 (… Wo.)AT | CH39 (6 Wo.)CH | mit Jala Brat                                    |
| 2025 | Roze suze Imperia (EMDC)    | DE95 (1 Wo.)DE | AT2 (… Wo.)AT | CH10 (… Wo.)CH | Erstveröffentlichung: 6. Juni 2025 mit Jala Brat |

### Singles
| Jahr | Titel Album    | Höchstplatzierung, Gesamtwochen, AuszeichnungChartplatzierungen (Jahr, Titel, Album, Platzierungen, Wochen, Auszeichnungen, Anmerkungen) | Höchstplatzierung, Gesamtwochen, AuszeichnungChartplatzierungen (Jahr, Titel, Album, Platzierungen, Wochen, Auszeichnungen, Anmerkungen) | Höchstplatzierung, Gesamtwochen, AuszeichnungChartplatzierungen (Jahr, Titel, Album, Platzierungen, Wochen, Auszeichnungen, Anmerkungen) | Anmerkungen                                       |
| Jahr | Titel Album    | DE | AT | CH | Anmerkungen                                       |
| ---- | -------------- | --- | --- | --- | ------------------------------------------------- |
| 2018 | Nema bolje –   | — | AT40 Platin · (3 Wo.)AT | — | mit Jala Brat feat. RAF Camora                    |
| 2019 | Kamikaza –     | — | AT42 Gold · (2 Wo.)AT | — | mit Jala Brat feat. Senidah                       |
| 2019 | Zove Vienna –  | — | AT36 Gold · (3 Wo.)AT | — | Jala Brat feat. Buba Corelli & RAF Camora         |
| 2019 | Lalala –       | — | AT48 (1 Wo.)AT | CH95 (1 Wo.)CH | mit Olexesh & Jala Brat                           |
| 2020 | Pablo –        | — | AT73 (1 Wo.)AT | — | mit Milan Stanković & Jala Brat                   |
| 2021 | Gluh I Nijem – | — | AT50 (2 Wo.)AT | — |                                                   |
| 2021 | Divljam –      | — | AT35 Gold · (2 Wo.)AT | — | mit Jala Brat & Coby                              |
| 2022 | Roze –         | — | AT60 Gold · (3 Wo.)AT | — | mit Jala Brat & Devito                            |
| 2022 | Criminal –     | DE36 (1 Wo.)DE | AT1 Gold · (6 Wo.)AT | CH18 (2 Wo.)CH | mit Jala Brat feat. RAF Camora                    |
| 2022 | Coco –         | — | AT55 (2 Wo.)AT | — | mit Jala Brat                                     |
| 2022 | Lamelo –       | — | AT73 (1 Wo.)AT | — | mit Jala Brat                                     |
| 2022 | Coco 2.0 –     | DE87 (1 Wo.)DE | AT50 Gold · (1 Wo.)AT | CH71 (1 Wo.)CH | Jala Brat, RAF Camora & Dardan feat. Buba Corelli |
| 2023 | Karamela –     | — | AT23 (2 Wo.)AT | — | mit Jala Brat & Devito                            |
| 2023 | S.O.S. –       | — | AT52 (2 Wo.)AT | — | mit Jala Brat                                     |
| 2023 | Da Li Se Me –  | — | AT52 (2 Wo.)AT | — | mit Jala Brat                                     |
| 2023 | 10 Do 2 –      | — | AT36 (2 Wo.)AT | — | mit Jala Brat & RAF Camora                        |
| 2023 | Dale –         | — | AT38 (2 Wo.)AT | — | mit Jala Brat & Hava                              |
| 2025 | Blaka Blaka –  | — | AT67 (2 Wo.)AT | — | mit Jala Brat feat. Elena                         |

Weitere Singles
- Habibi (mit Rasta, 2015)
- Sporije (2016)
- Ultimatum (mit Jala Brat, 2017)
- Usta na usta (2017)
- Opasno (2017)
- Premija (mit Naida Bešlagić, 2017)
- Ona’e (mit Jala Brat feat. Coby, 2018, AT: Platin)
- Mafia (mit Jala Brat, 2018)
- Balenciaga (2018, AT: Gold)

## Auszeichnungen für Musikverkäufe
Anmerkung: Auszeichnungen in Ländern aus den Charttabellen bzw. Chartboxen sind in ebendiesen zu finden.
| Land/RegionAuszeichnungen für Musikverkäufe (Land/Region, Auszeichnungen, Verkäufe, Quellen) | Gold     | Platin     | Verkäufe | Quellen |
| -------------------------------------------------------------------------------------------- | -------- | ---------- | -------- | ------- |
| Österreich (IFPI)                                                                            | 7× Gold7 | 2× Platin2 | 165.000  | ifpi.at |
| Insgesamt                                                                                    | 7× Gold7 | 2× Platin2 |          |         |